# Martin Laamers
Martin Laamers (Arnhem, 2 de agosto de 1968-19 de agosto de 2025) fue un futbolista neerlandés que jugaba en la demarcación de centrocampista.

## Selección nacional
Jugó un total de dos partidos con la selección de fútbol de los Países Bajos. Debutó con la selección el 20 de diciembre de 1989 en un partido amistoso contra Brasil que finalizó con un resultado de 0-1 a favor del combinado brasileño tras un gol de Careca. Su segundo y último partido lo jugó el 28 de marzo de 1990 contra la Unión Soviética que acabó con un marcador de 2-1 a favor de la Unión Soviética.

## Clubes
| Club                     | País         | Año         | Partidos | Goles |
| ------------------------ | ------------ | ----------- | -------- | ----- |
| FC Wageningen            | Países Bajos | 1985 - 1986 | 25       | 0     |
| Vitesse Arnhem           | Países Bajos | 1986 - 1996 | 272      | 24    |
| KRC Zuid-West-Vlaanderen | Países Bajos | 1996 - 2000 | 96       | 3     |
| KAA Gent                 | Bélgica      | 2000 - 2002 | 12       | 0     |